# صالح نجم
صالح نجم (انگلیسی: Saleh Najem) بازیکن هندبال اهل کویت بود.